# Hongshanornithidae
Gli Hongshanornithidae (il cui nome significa che "uccelli di Hongshan") sono una famiglia estinta di uccelli ornithuromorphi vissuti nel Cretaceo inferiore, circa 130.7-120 milioni di anni fa, i cui resti fossili sono stati ritrovati in Cina. La famiglia comprende i generi Hongshanornis (la specie tipo), Tianyuornis dalla Formazione Yixian della Mongolia, Longicrusavis dalla Formazione Yixian della Provincia di Liaoning, Parahongshanornis dalla Formazione Jiufotang della Provincia di Liaoning e l'Archaeornithura il membro più antico noto, dalla Formazione Huajiying della provincia di Hebei.

## Descrizione
Gli hongshanornithidi erano piccoli uccelli, che raggiungevano circa le dimensioni dei moderni fringuelli. Le gambe erano proporzionalmente più lunghe rispetto alle ali, suggerendo che questi animali fossero dei trampolieri acquatici, che nidificassero lungo i corsi d'acqua e che cercassero il cibo nelle basse rive di fiumi e ruscelli. Nonostante le loro caratteristiche evolute possedevano oncora becchi dentati.

## Classificazione
La famiglia degli Hongshanornithidae è stata definita come un clade nodo-basale che comprende l'ultimo antenato comune di Hongshanornis longicresta e Longicrusavis houi più tutti i suoi discendenti.
A partire dal 2012, diversi studi hanno scoperto che gli hongshanornithidi sono più strettamente imparentati con i songlingornithidi (yanornithiformes) rispetto ad altri primi uccelli, il che li rende parte dello stesso clade.